# Schloss Aiterbach

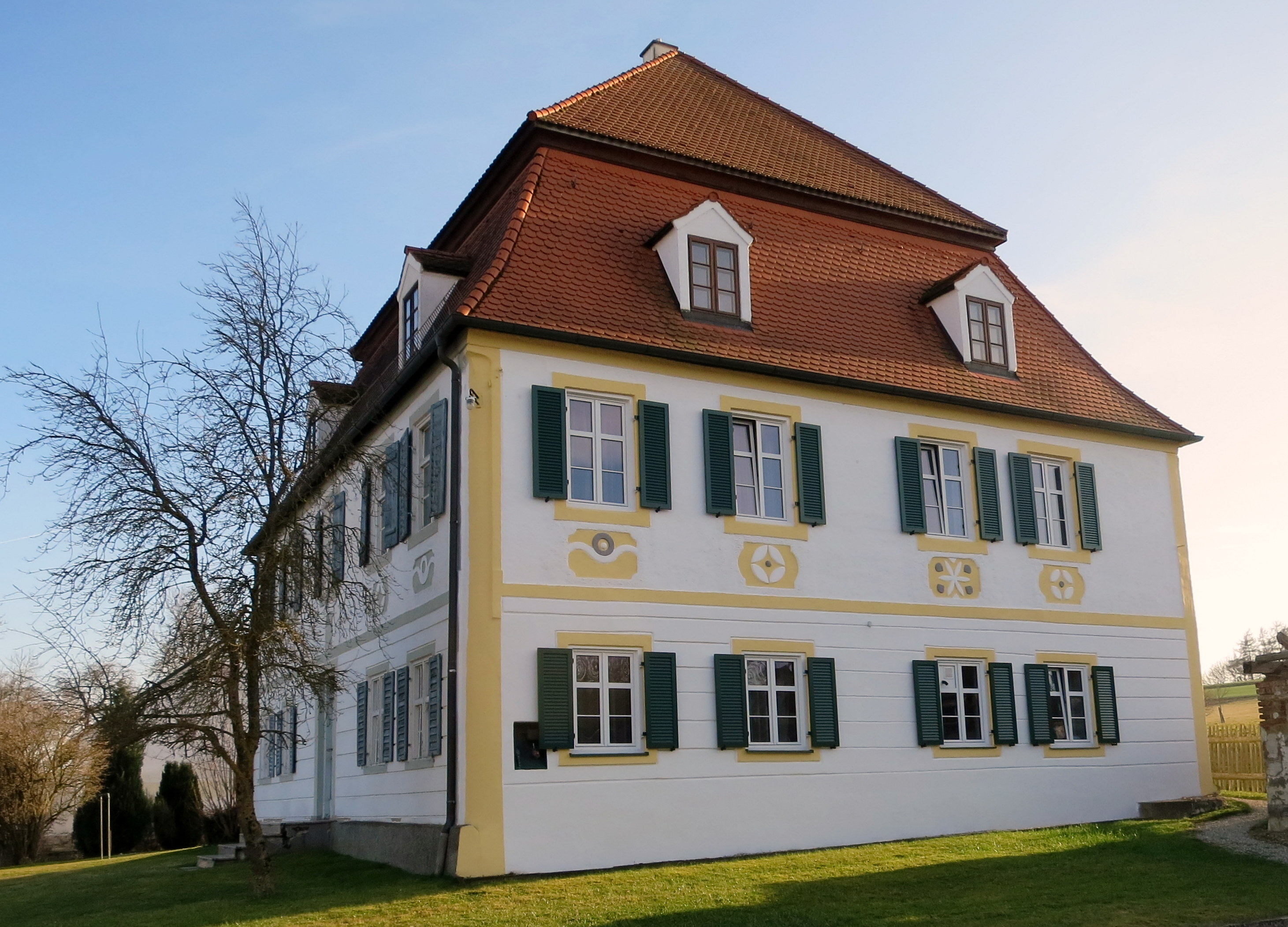
Nordseite bereits renoviert, Ostseite noch unrenoviert (2017)

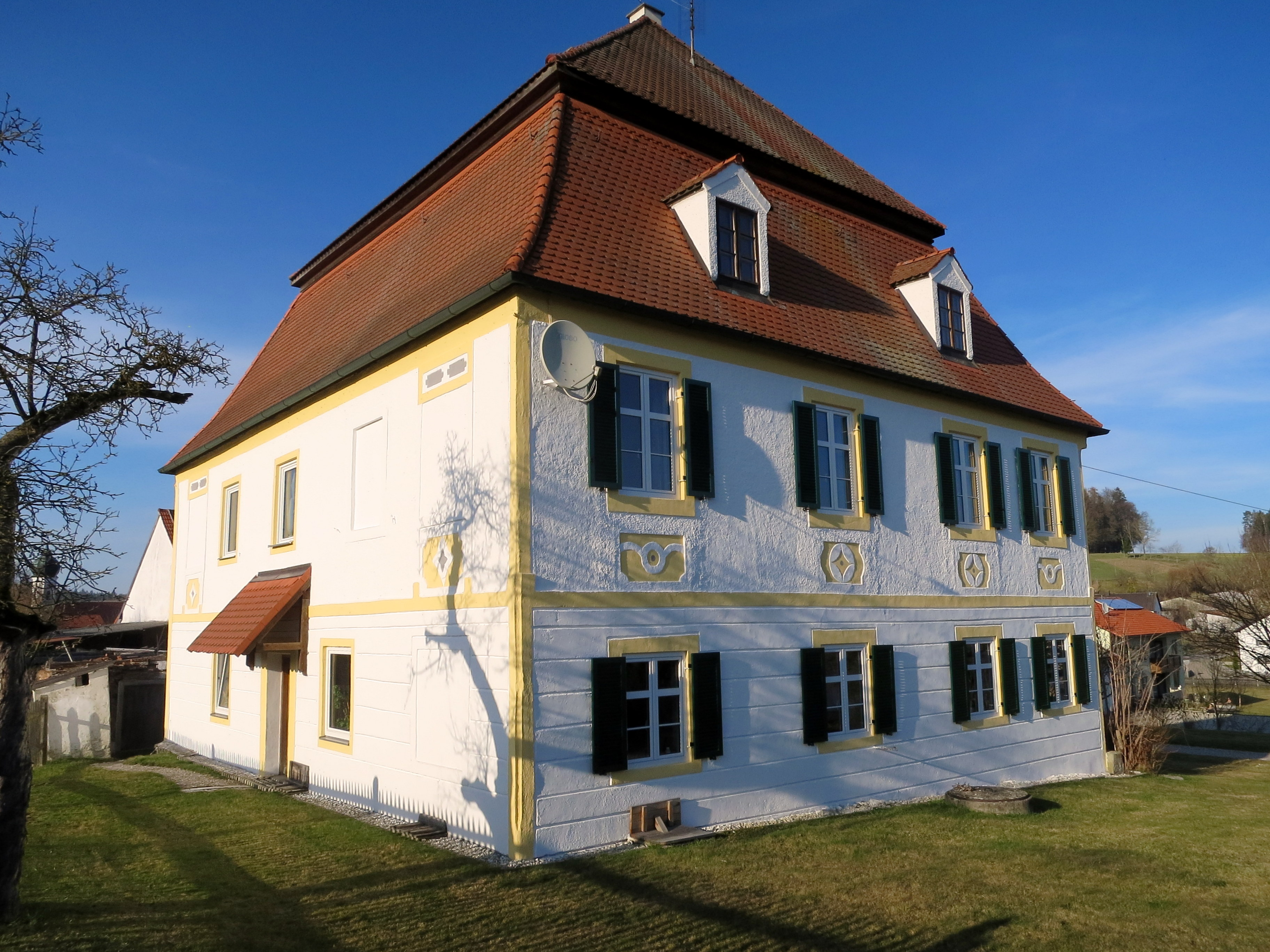
Westseite (2017)

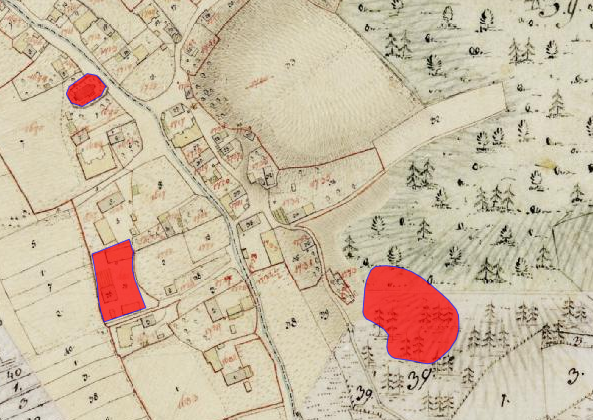
Lageplan von Schloss Aiterbach (links unten) und Turmhügel Aiterbach (rechts unten) auf dem Urkataster von Bayern

Das Schloss Aiterbach ist ein ehemaliges Hofmarkschloss und steht am westlichen Dorfrand von Aiterbach in der Gemeinde Allershausen in Oberbayern.

## Geschichte
Es wurde 1788 von Joseph Adolph Freiherr von Hörwarth, dem Besitzer der Hofmark Aiterbach, im Stile des Barock errichtet. Der Bau ersetzte ein altes Schloss auf einem Turmhügel außerhalb des Dorfes, das Hörwarth abbrechen ließ.
Bis 1817 blieb es Sitz der Hofmark. Nach deren Auflösung wurde Karl von Pellet die Errichtung eines Patrimonialgerichts II. Klasse gestattet, dass nach dem Tod Karl von Pellets 1835 aufgelöst wurde. Heute ist das unter Denkmalschutz stehende Schloss in privatem Besitz und kann nicht besichtigt werden.

## Beschreibung
Das Schloss ist ein kleiner, zweigeschossiger Putzbau mit einem Mansarddach. Die Anlage ist unter der Aktennummer D-1-78-113-13 als Baudenkmal verzeichnet:
Ehemaliges Schloss: Schlichter kubischer Bau mit Mansardwalmdach und Fassadengliederung, bezeichnet mit „1711“ 
„Untertägige frühneuzeitliche Befunde im Bereich des ehem. Hofmarkschlosses Aiterbach“ werden zudem als Bodendenkmal unter der Aktennummer D-1-7535-0188 geführt.